# Prix de littérature féminine
Le prix de littérature féminine, est un prix japonais décerné chaque année depuis 1946 à des ouvrages exceptionnels de femmes écrivains. Le prix a été rebaptisé à plusieurs reprises dans le passé.
À l'origine, l'intitulé du prix de littérature est Joryū Bungakusha Shō (女流文学者賞) et il est attribué par l'éditeur Kamakura Bunkō. Après la faillite de l'éditeur en 1949, le Joryū Bungakushakai (女流文学者会), « Association des écrivains ») reprend l'attribution du prix jusqu'en 1960.
À partir de 1962, l'attribution du prix se poursuit par l'éditeur Chūōkōron-Shinsha. Par la suite, le prix est renommé Joryū Bungaku Shō (女流文学賞). Les noms des lauréates sont dévoilés au mois de juin.
En 2001, le prix est de nouveau renommé en Fujinkōron Bungei Shō (婦人公論文芸賞). Il est attribué aux œuvres littéraires, romans et essais consacrés aux problèmes des femmes. Les lauréates reçoivent un prix en argent de 1 million de yens.
Depuis 2006, ce prix de littérature est connu sous le nom prix Chūōkōron.

## Lauréates du Joryū Bungakusha shō
- 1946 – Taiko Hirabayashi pour Kau iu onna (かういう女)
- 1947 – Kiku Amino pour Kane no hitsugi? (金の棺)
- 1948 – Fumiko Hayashi pour Bankiku (晩菊)
- 1951 – Nobuko Yoshiya pour Onibi (鬼火) et Yōko Ōta pour Ningen ranru (人間襤褸)
- 1952 – Fujiko Ōtani pour Tsurube no oto (釣瓶の音)
- 1953 – Fumiko Enchi pour Himojii hibi (ひもじい日々)
- 1954 – Sakae Tsuboi pour Kaze (風)
- 1956 – Yasuko Harada pour Banka (挽歌) et Tomie Ōhara pour Sutomai tsumbo (ストマイつんぼ)
- 1957 – Chiyo Uno pour Ohan (おはん)
- 1958 – non décerné
- 1959 – Masaka Yana[3] pour Hidenin (悲田院)
- 1960 – Yoshiko Shibaki pour Yuba (湯葉) et Yumiko Kurahashi pour Parutai (パルタイ)

## Lauréates du Joryū Bungaku shō
- 1962 Kiku Amino pour Sakura no hana (さくらの花)
- 1963 Ineko Sata pour Onna no yado (女の宿) et Jakuchō Setouchi Natsu no owari (夏の終わり)
- 1964 Yaeko Nogami pour Hideyoshi to Rikyū (秀吉と利休)
- 1965 non décerné
- 1966 Fumiko Enchi pour Namamiko monogatari (なまみこ物語)
- 1967 Sawako Ariyoshi pour Hanaoka Seishū no tsuma (華岡青洲の妻) et Taeko Kōno pour Saigo no toki (最後の時)
- 1968 Taiko Hirabayashi pour Himitsu (秘密)
- 1969 Mitsuko Abe pour Osoi mezumenagara mo (遅い目覚めながらも)
- 1970 Tomie Ōhara pour Oyuki. Tosa Ichijō-ke no hōkai (於雪　土佐一条家の崩壊) et Fujiko Ōtani pour Saikai (再会)
- 1971 Chiyo Uno pour Kōfuku (幸福)
- 1972 Yoshiko Shibaki pour Seiji kinuta (青磁砧)
- 1973 Aya Kōda pour Tatakai (闘)
- 1974 Taeko Tomioka pour Meido no kazoku (冥土の家族)
- 1975 Minako Ōba pour Garakuta hakubutsukan (がらくた博物館)
- 1976 Yōko Hagiwara pour Ikurakusa no uchi (蕁麻の家)
- 1977 Takako Takahashi pour Lonely Woman (ロンリー・ウーマン, ronrī Ūman) et Tomiko Miyao pour Kantsubaki (寒椿
- 1978 Hiroko Takenishi pour Kangensai[4] (管絃祭) et Yūko Tsushima pour Chōji (寵児)
- 1979 Tsuneko Nakazato pour Tagasodesō (誰袖草) et Aiko Satō pour Kōfuku no e (幸福の絵)
- 1980 Ayako Sono pour Kami no yogoreta te (神の汚れた手) (refuse le prix)
- 1981 Momoko Hirotsu pour Tsuwabuki no hana (石蕗の花)
- 1982 Michiko Nagai pour Hyōrin (氷輪)
- 1983 Kyōko Hayashi pour Shanghai (上海)
- 1984 Tomoko Yoshida pour Manshū wa shiranai (満州は知らない)
- 1985 Michiko Yamamoto pour Hito no ki (ひとの樹)
- 1986 Sonoko Sugimoto pour Edo shōgon (穢土荘厳)
- 1987 Seiko Tanabe pour Hanagoromo nuguya matsuwaru ... Waga ai no Sugita Hisajo (花衣ぬぐやまつわる……わが愛の杉田久女)
- 1988 Nanami Shiono pour Waga tomo Bernardo di Niccolò Machiavelli (わが友マキアヴェッリ, ~ Makiaverri) et Mieko Kanae pour Tamaya (タマや)
- 1989 Rie Yoshiyuki pour Kiiroi neko (黄色い猫)
- 1990 Murata Kiyoko pour Shiroi yama (白い山) et Tsumura Setsuko pour Ryūseiu (流星雨)
- 1991 Eimi Yamada pour Trash (トラッシュ, Torasshu) et Atsuko Suga pour Mirano kiri no fūkei (ミラノ　霧の風景)
- 1992 Kunie Iwahashi pour Ukihashi (浮橋) et Mayumi Inaba pour Endless Waltz (エンドレス・ワルツ, Endoresu warutsu)
- 1993 Atsuko Anzai pour Kuroshima (黒島)
- 1994 Rieko Matsuura pour Oyayubi P no shugyō jidai (親指Pの修行時代)
- 1995 Nobuko Takagi pour Suimiyaku (水脈)
- 1996 Sumie Tanaka pour Otto no shimatsu (夫の始末)
- 1997 Aiko Kitahara pour Edo fūkyō-den (江戸風狂伝)
- 1998 Fumiko Kometani pour Family Business (ファミリー・ビジネス, Famirī bijinesu)
- 2000 Hiromi Kawakami pour Oboreru (溺レる)

## Lauréates du Fujinkōron Bungei shō
- 2001 Randi Taguchi pour Dekireba mukatsukazu ni ikitai (できればムカつかずに生きたい)
- 2002 Shimako Iwai pour Chai koi (チャイ・コイ)
- 2003 Mitsuyo Kakuta pour Kūchū teien (空中庭園)
- 2004 Junko Sakai pour Makeinu no tōboe (負け犬の遠吠え)
- 2005 Natsuo Kirino pour Tamamoe! (魂萌え！)